# Pierre Petitfils
Pour les articles homonymes, voir Petitfils.
Pierre Petitfils (Charleville, 1908 - Ivry-sur-Seine, 2001), est un critique littéraire et auteur, spécialiste de Rimbaud et de Verlaine. Il est le père de l'historien Jean-Christian Petitfils et de Marie-Annick Tavernier.

## Biographie
Né le 12 octobre 1908 à Charleville, Pierre Robert Petitfils est le fils d'Edmond Petitfils (1878-1950), docteur en droit et député des Ardennes de 1919 à 1928.
Il se passionne toute sa vie pour le célèbre enfant de sa ville natale, Arthur Rimbaud. Parallèlement à sa profession d'expert au Crédit foncier de France, il publie ainsi plusieurs ouvrages sur le poète et est un contributeur actif de la revue Études rimbaldiennes. Au sein de l'Association des amis de Rimbaud, il dirigea la revue Le bateau ivre devenu Rimbaud vivant (de 1973 à 1990). Il publie aussi des biographies de Paul Verlaine et Gérard de Nerval.
Il est aussi un caricaturiste de talent, ayant exposé régulièrement au Salon des Humoristes depuis l'âge de 19 ans et ayant été benjamin du Salon en 1927.
Il meurt le 15 février 2001 à Ivry-sur-Seine.

## Œuvres
- L’Œuvre et le visage d'Arthur Rimbaud éditions Nizet, 1949
- Avec Henri Matarasso, Vie d'Arthur Rimbaud, éditions Hachette, 1962[4]
- Avec Henri Matarasso, Album Rimbaud, La Pléiade, iconographie commentée, 1967
- Verlaine, biographie éditions Julliard, 1981[5]

- Prix de la critique de l'Académie française.
- Album Verlaine, La Pléiade, iconographie commentée, 1981
- Rimbaud, biographie, éditions Julliard, 1982
- Nerval, biographie, éditions Julliard, 1986